# Johann VII. von Schönenberg

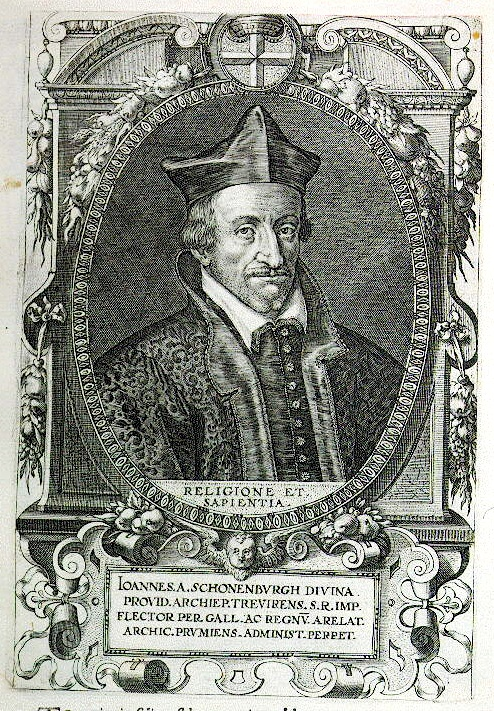
Kurfürst-Erzbischof Johann VII. von Schönenberg, zeitgenössischer Stich

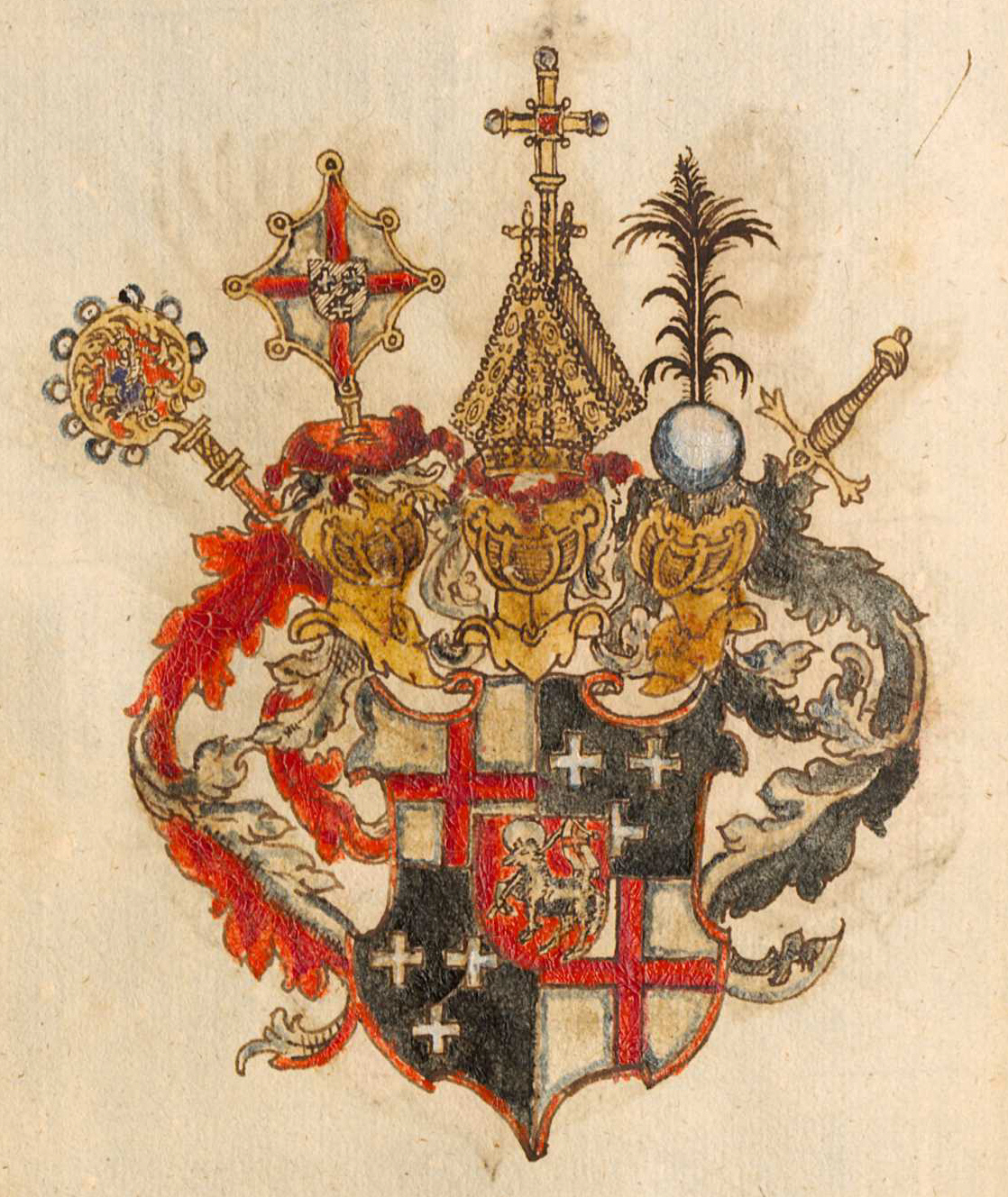
Wappen Erzbischof Johann von Schönenberg (das dunkle Feld mit den 3 Kreuzen ist das Familienwappen)

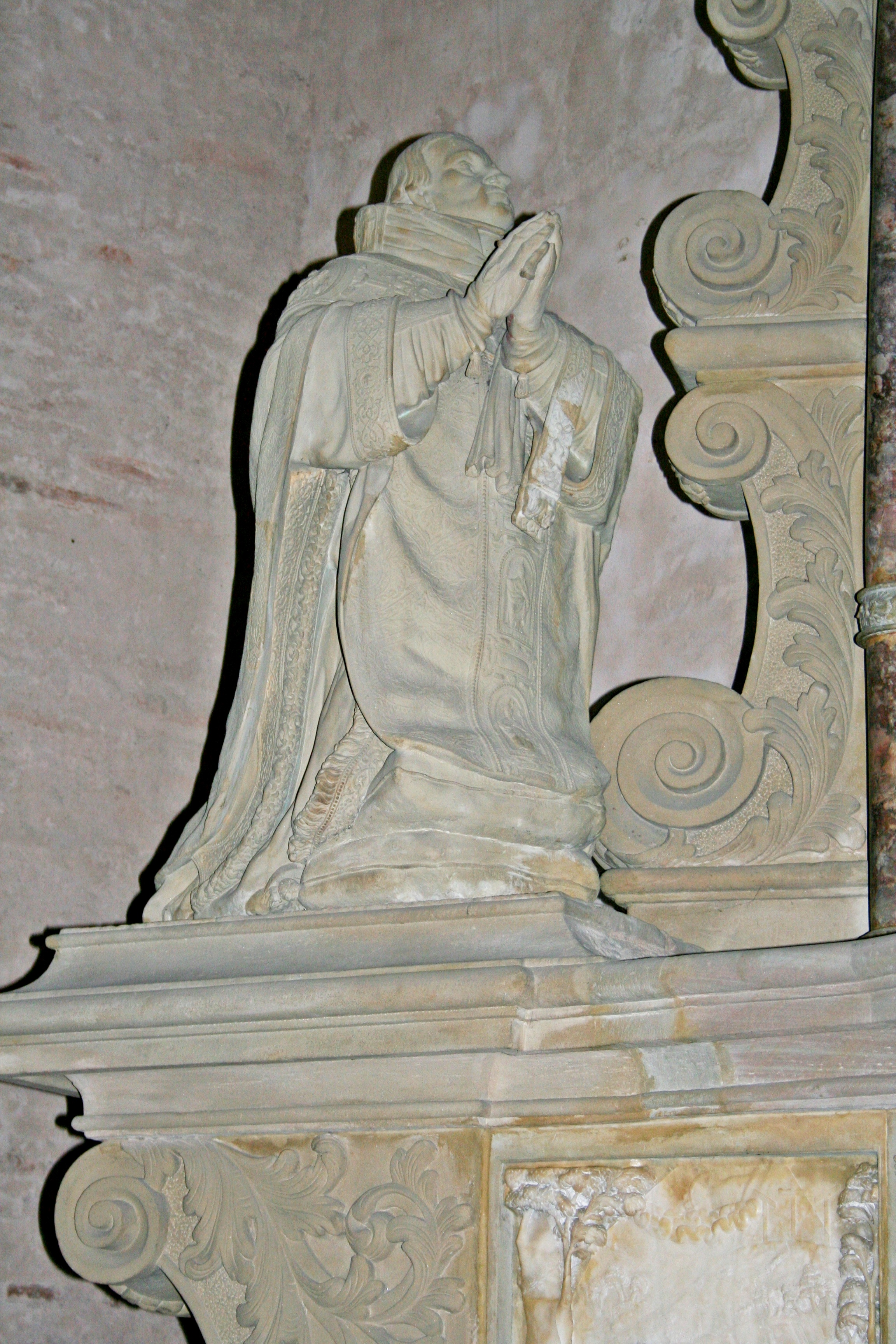
Johann von Schönenberg auf seinem Grabaltar im Trierer Dom

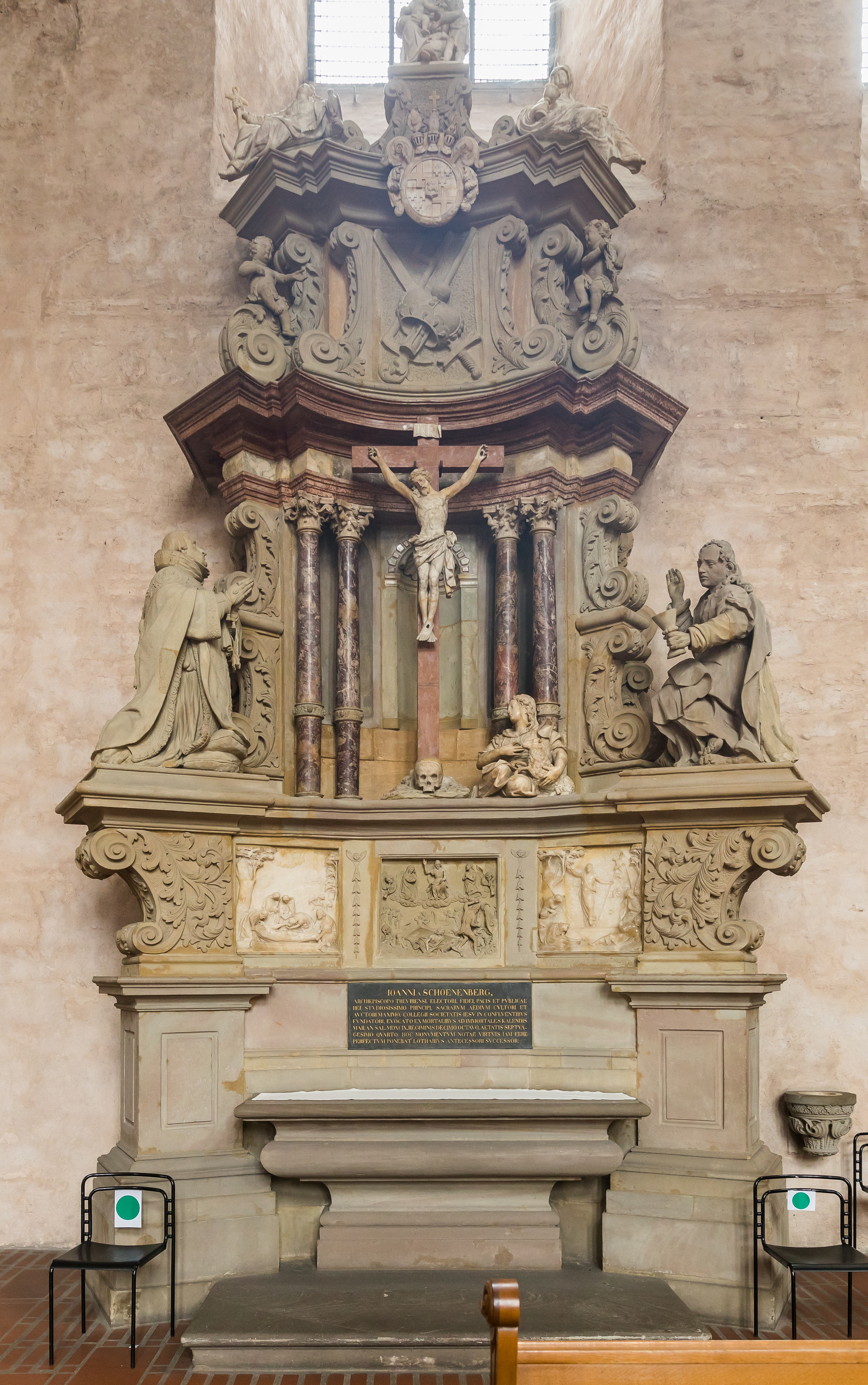
Grabaltar (Johannesaltar) von Erzbischof Schönenberg, im Trierer Dom (Die Figur des Bischofs links auf dem Altar)

Johann VII. von Schönenberg (* 1525 auf Burg Hartelstein bei Schwirzheim; † 1. Mai 1599 in Koblenz) war von 1581 bis 1599 Kurfürst und Erzbischof von Trier.

## Leben und Wirken

### Herkunft und frühe Zeit
Er war der Sohn des Landadeligen Johann von Schönenberg, Amtmann zu Kyllburg und Schönecken und dessen Gattin Elisabeth Weiher zu Nickenich die auf Burg Hartelstein in der Eifel lebten. Die Grabplatte des Vaters ist in der Stiftskirche Kyllburg erhalten.
Johann wurde bereits 1538 Domizellar (Kanonikatsanwärter) am Trierer Dom und studierte 1546 bis 1548 in Heidelberg bzw. Freiburg im Breisgau. 1548 erhielt er das Amt eines Domkapitulars in Trier, 1567 avancierte er dort zum Domkustos, 1570 zum Dompropst. 1561 kam er in den Besitz einer münsterschen Dompräbende. Im Mai 1580 bestellte ihn Kurfürst Jakob von Eltz zum Statthalter von Trier, d. h., er leitete die weltliche Regierung in der Stadt. Im gleichen Jahr berief ihn der Bischof auch zum Rektor der Universität.

### Erzbischof und Kurfürst
Am 31. Juli 1581 erfolgte seine Wahl zum Erzbischof und Kurfürsten von Trier, bald danach empfing er die Priesterweihe. Papst Gregor XIII. bestätigte die Wahl im Februar 1582, Schönenberg erhielt das Pallium und der Kardinallegat Giovanni Ludovico Madruzzo (1532–1600) weihte ihn am 12. August 1582 auf dem Augsburger Reichstag zum Bischof.
Johann von Schönenberg führte im Kurfürstentum sofort den Gregorianischen Kalender ein und setzte die streng kirchliche Linie seines Vorgängers Jakob von Eltz fort. Er erwies sich als ein entschiedener Kämpfer gegen die Bestrebungen der Reformation und war bemüht, das geistliche Leben seiner Diözese an den Dekreten des Konzils von Trient auszurichten. Seine Hauptsorge galt der Formung eines tüchtigen Seelsorgeklerus. In Koblenz und Trier gründete er 1585 und 1586 kleine Priesterseminare. Alle Bewerber für eine Pfarrstelle mussten seit 1587 strenge Prüfungen ablegen und hatten das Tridentinische Glaubensbekenntnis zu beschwören. Zwischen 1583 und 1597 erließ der Oberhirte für zehn Kollegiatstifte im Bistum Reformstatuten, 1589 gab er den ersten in Trier gedruckten und allein für seine Erzdiözese bestimmten Katechismus heraus. Volksmissionen, das Bruderschaftswesen, beständige Visitationen und die Katechese waren weitere Schwerpunkte von Schönenbergs seelsorgerischer Tätigkeit. Am 31. Dezember 1591 spendete er der namhaften Konvertitin Cäcilie Wasa (1540–1627), Witwe von Markgraf Christoph II. (Baden-Rodemachern) und Tochter von König Gustav I. Wasa von Schweden, in der Jesuitenkirche Trier, das Sakrament der Firmung.
Politisch blieb der Kurfürst zurückhaltend und wenig interessiert. Johann von Schönenberg war einer der eifrigsten Reformbischöfe seiner von Hunger, Missernten, Pest und Kriegswirren gekennzeichneten Zeit. 

## Hexenverfolgung
In diesem Kontext kam es auch im Trierer Land zu Hexenverfolgungen. Besonders der noch von seinem Vorgänger übernommene Weihbischof Peter Binsfeld († 1598) spielte hierbei eine verhängnisvolle Rolle. Der Statthalter von Bischof Schönenberg Dietrich Flade leitete als Richter selber zahlreiche Hexenprozesse und fällte Todesurteile, bevor er selber der Hexenverfolgung zum Opfer fiel. 1591 und 1592 erließ der Kurfürst diverse Verordnungen um die Prozesse einzudämmen und die grausamen Untersuchungen zu mildern.

## Weiteres Leben
Eine der Lieblingsresidenzen des Bischofs war die abgelegene Grimburg bei Hermeskeil.
Johanns Bruder war Georg von Schönenberg (öfter auch Schönenburg), Bischof von Worms (1530–1595).
Ab 1594 war Johann von Schönenberg so kränklich, dass er einen Koadjutor wünschte, der ihm in der Person von Lothar von Metternich zur Seite gestellt wurde. Bischof Schönenberg ist im nördlichen Seitenschiff des Trierer Domes beigesetzt. Sein Grabaltar wurde von Hans Ruprecht Hoffmann dem Älteren 1602 angefertigt und um 1730 unter Verwendung alter Teile neugestaltet.